# Lipinka
Lipinka (německy Lepinke) je obec v okrese Olomouc v Olomouckém kraji. Žije zde 188 obyvatel.

## Historie
První písemná zmínka o obci pochází z roku 1450. K roku 1523 je v zemských deskách zaznamenána podoba názvu Lipinka.

## Obyvatelstvo
| Rok            | 1869 | 1880 | 1890 | 1900 | 1910 | 1921 | 1930 | 1950 | 1961 | 1970 | 1980 | 1991 | 2001 | 2011 | 2021 |
| -------------- | ---- | ---- | ---- | ---- | ---- | ---- | ---- | ---- | ---- | ---- | ---- | ---- | ---- | ---- | ---- |
| Počet obyvatel | 442  | 475  | 441  | 427  | 440  | 391  | 377  | 261  | 305  | 318  | 273  | 218  | 212  | 198  | 184  |
| Počet domů     | 62   | 67   | 68   | 69   | 72   | 74   | 84   | 82   | 79   | 82   | 76   | 88   | 86   | 90   | 89   |

## Obecní správa
Do konce roku 2006 spadala Lipinka do okresu Šumperk, od začátku roku 2007 je součástí okresu Olomouc.

### Obecní symboly
Znak a vlajka byly obci uděleny rozhodnutím předsedy Poslanecké sněmovny Parlamentu České republiky dne 16. července 2014.

## Pamětihodnosti
- kaple svatého Václava